# Igreja de Nossa Senhora da Boa Nova (Bandeiras)

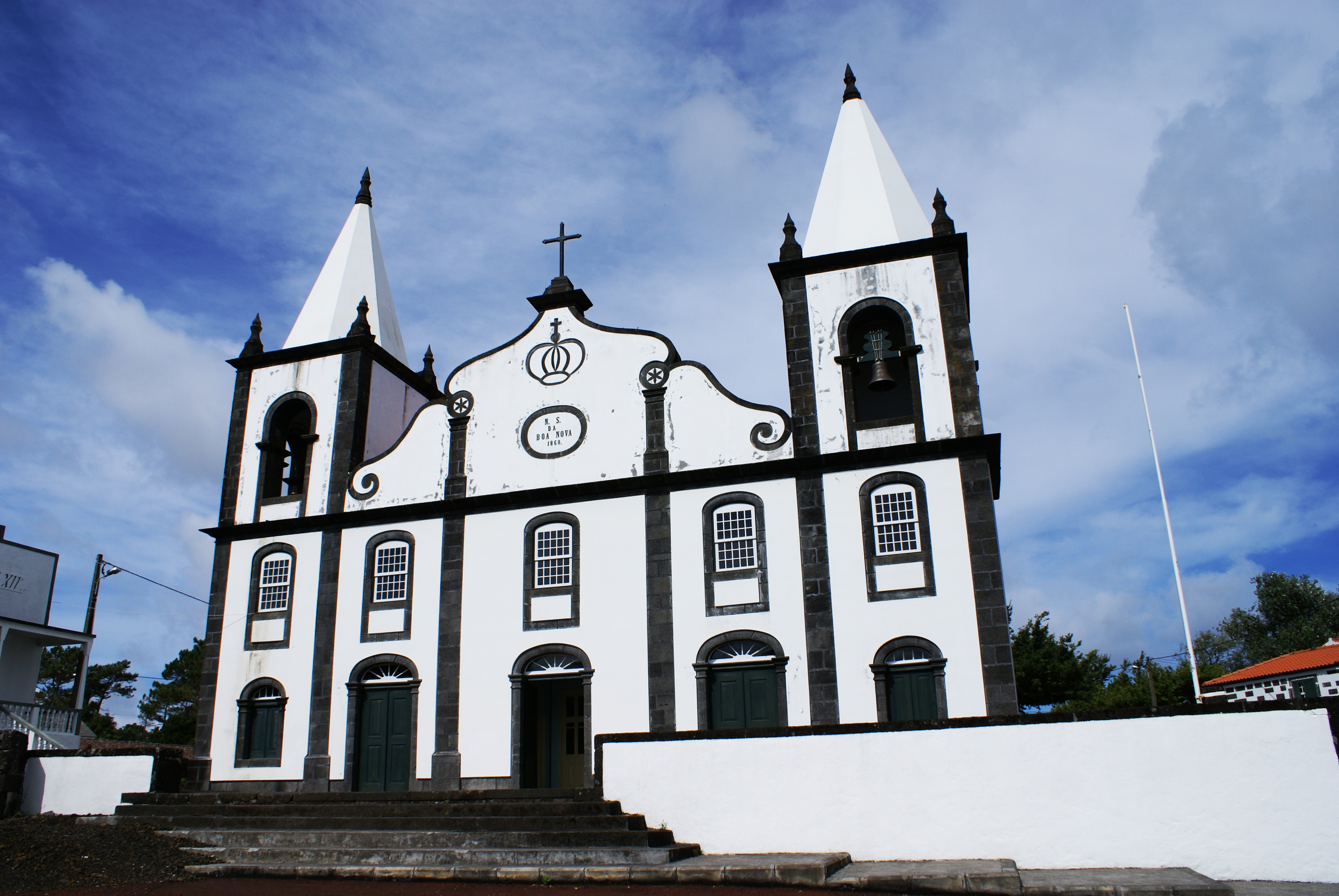
Igreja de Nossa Senhora da Boa Nova, fachada.

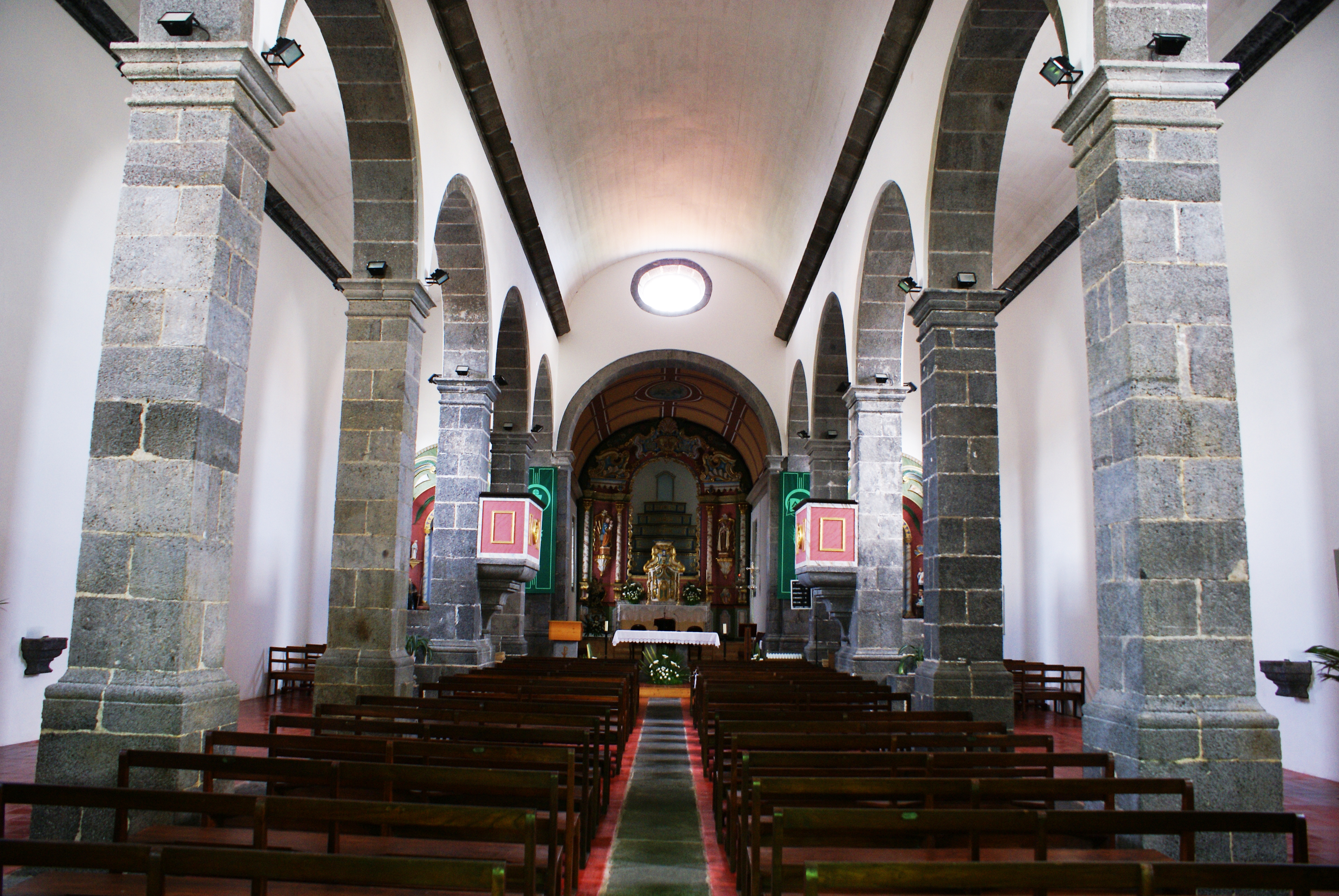
Igreja de Nossa Senhora da Boa Nova, nave.

A  Igreja de Nossa Senhora da Boa Nova  é um templo cristão português que se localiza na freguesia das Bandeiras, concelho da Madalena do Pico, ilha do Pico, Açores, Portugal.
Este templo cuja construção recua ao século XIX, mais precisamente ao 1860, localiza-se no Largo da Igreja.

## Galeria

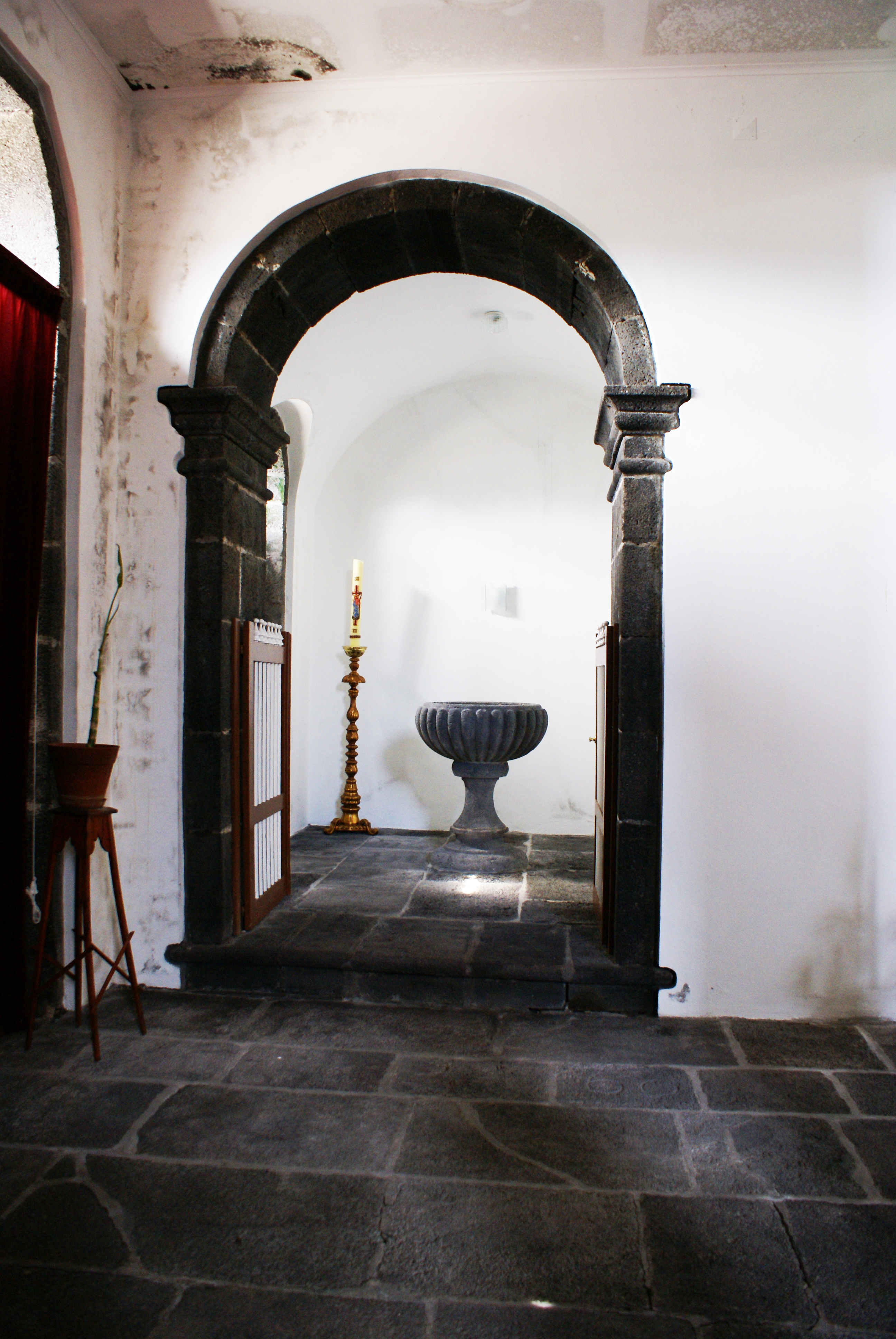
Igreja de Nossa Senhora da Boa Nova, Baptistério
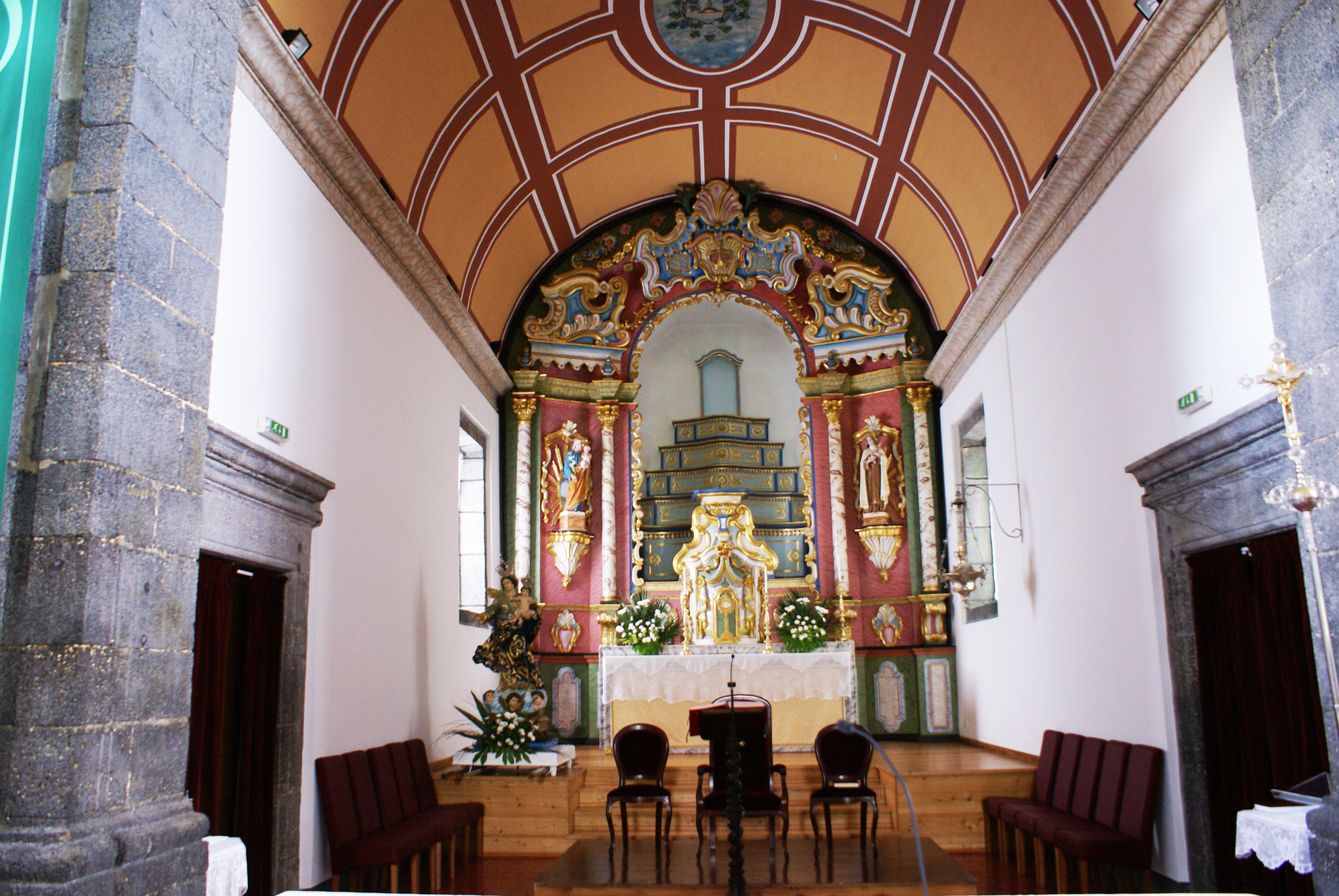
Igreja de Nossa Senhora da Boa Nova, altar mor
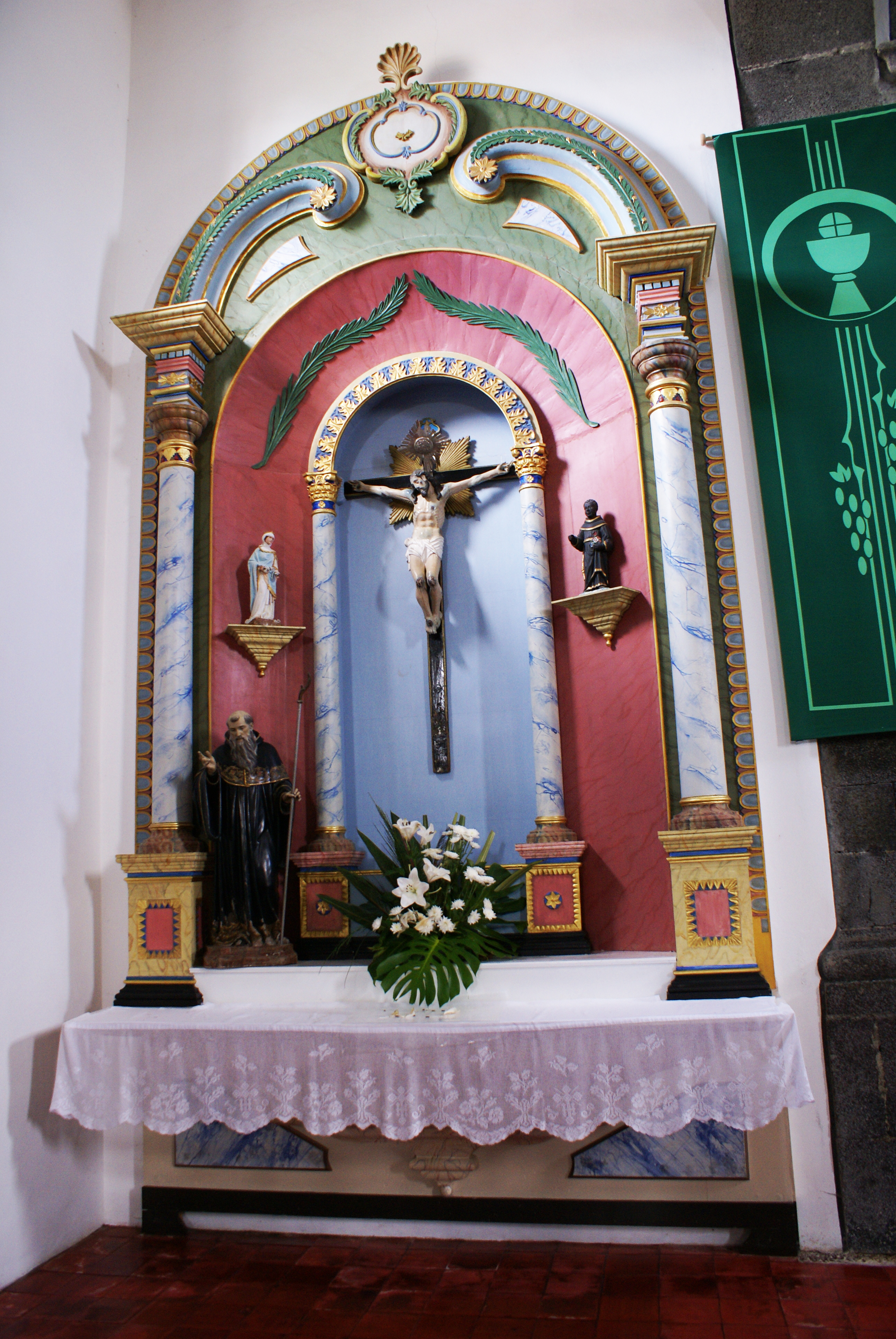
Igreja de Nossa Senhora da Boa Nova, altar leteral direito
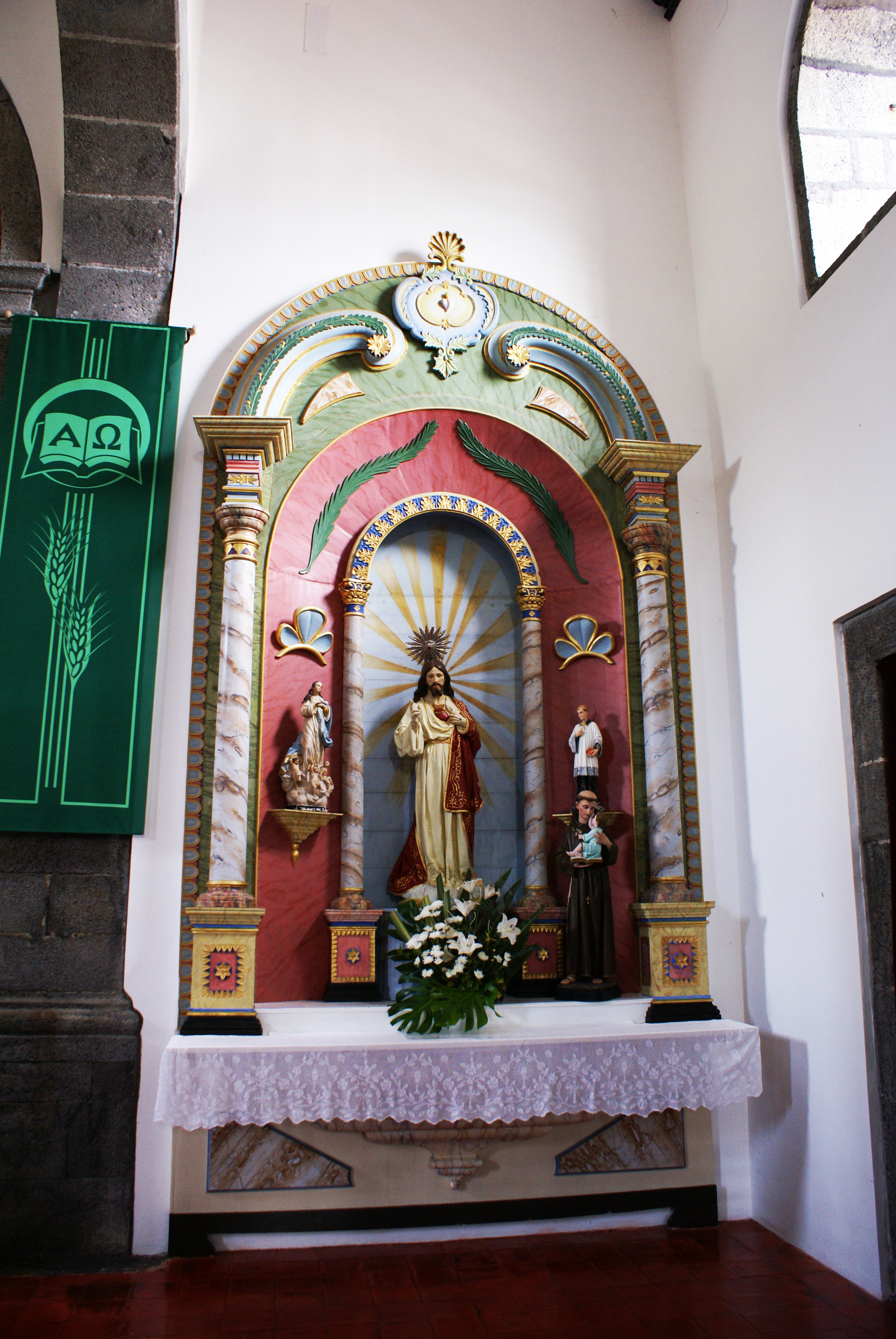
Igreja de Nossa Senhora da Boa Nova, altar lateral esquerdo